# Ferrocarril de Agua Santa
El Ferrocarril de Agua Santa fue una línea ferroviaria existente en la antigua provincia de Tarapacá en Chile entre 1890 y 1931.

## Historia

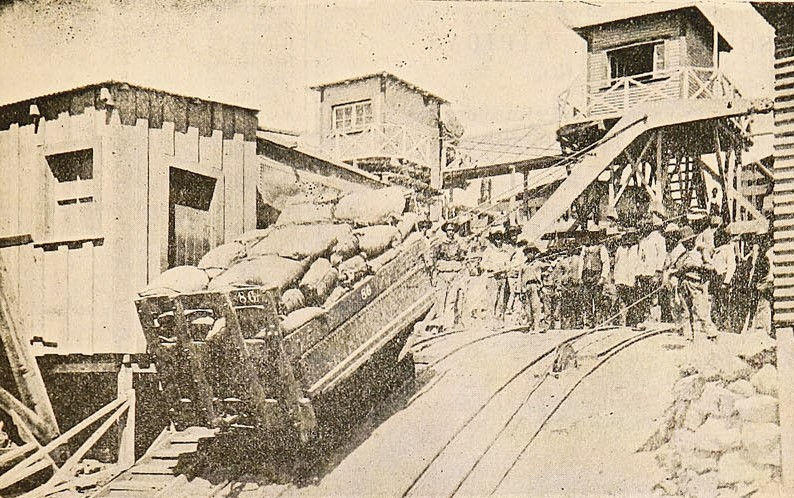
Planos inclinados por lo que descendían los carros desde el sector alto de Caleta Buena hasta el puerto (1902).

El 4 de diciembre de 1889 el gobierno chileno solicitó ofertas para la construcción y concesión de un ferrocarril que operara entre Caleta Buena y las oficinas salitreras del sector de Agua Santa. El 19 de marzo de 1890 se informó la aceptación de la propuesta hecha por Joaquín Lira Errázuriz para construir dicho ferrocarril, y para dicho fin el 3 de noviembre del mismo año fue constituida la Compañía de Salitres y Ferrocarril de Agua Santa, conformada inicialmente por la oficina salitrera Agua Santa además de las oficinas Abra, Primitiva, Valparaíso e Irene.
El 19 de septiembre de 1890, mismo día en que se cumplía el plazo de 6 meses impuesto por las autoridades para construir el ferrocarril, fue puesto el último clavo en la vía con lo cual quedó finalizado su primer tramo.
El 30 de enero de 1892 se autorizó la construcción de ramales hacia las oficinas salitreras Rosario, Mercedes y Progreso, mientras que en septiembre de 1893 se autorizó otro ramal a Huara y en mayo de 1907 el que llega a la estación Negreiros.
Hacia 1896 el ferrocarril, además de las oficinas ya mencionadas, servía también a las oficinas salitreras Puntunchara, Rosario de Huara, Constancia, Progreso, Josefina, Tránsito, Aurora, Amelia, Slavia y Valparaíso. También estuvo conectada a la oficina salitrera Democracia, y también se podían acoplar a la red del ferrocarril las oficinas Jazpampa, Pacha, Aguada, Ángela, Sacramento, San Jorge y Tres Marías.
En septiembre de 1915, cumpliendo con la concesión establecida en 1889, la vía y el material rodante del ferrocarril pasaron a manos del Estado, ante lo cual la Compañía de Salitres y Ferrocarril de Agua Santa realizó un contrato de arrendamiento para seguir utilizando el sistema.
En 1931 el Ferrocarril de Agua Santa cerró sus operaciones, mientras que 5 años más tarde la oficina salitrera homónima también finalizaba su producción. En 1935 fue levantada parte de la vía, mientras que unas inundaciones en 1940 destruyeron parte del trazado que aun estaba en pie, y al año siguiente parte de su infraestructura fue traspasada al Ferrocarril de Iquique a Pintados, la cual posteriormente la arrendó a la Compañía Salitrera de Tarapacá y Antofagasta, que operó las vías que aun estaban en pie hasta el 7 de diciembre de 1951, cuando mediante el decreto 2432 se autorizó su devolución anticipada y el levante de las vías.

## Trazado
Santiago Marín Vicuña describe en 1916 la línea del ferrocarril con un trazado troncal que iba desde Caleta Buena a Negreiros, y un ramal hacia Huara. Las distancias en el ramal a Huara están consideradas tomando como punto de inicio a Caleta Buena.
| Estación      | Km | Altura (m s. n. m.) |
| ------------- | -- | ------------------- |
| Línea troncal |    |                     |
| Caleta Buena  | 0  | 741                 |
| Central       | 22 | 978                 |
| Carmen        | 29 | 1105                |
| Agua Santa    | 42 | 1176                |
| Negreiros     | 46 | 1146                |
| Ramal a Huara |    |                     |
| Lagarto       | 42 | 1176                |
| Rosario       | 50 | 1119                |
| Huara         | 54 | 1107                |